# Bob Taylor (football)
Ne doit pas être confondu avec Bob Taylor (luthier américain).
Robert Taylor, plus connu sous le nom de Bob Taylor (né le 3 février 1967 à Easington dans le comté de Durham), est un joueur de football anglais qui évoluait au poste d'attaquant.

## Biographie
Il dispute 16 matchs en Premier League avec les clubs de Bolton et West Bromwich Albion, inscrivant trois buts.

## Palmarès
| Bristol City - Championnat d'Angleterre D3 : - Vice-champion : 1989-90. - Meilleur buteur : 1989-90 (27 buts). |  | West Bromwich Albion - Championnat d'Angleterre D2 : - Vice-champion : 2001-02. - Championnat d'Angleterre D3 : - Meilleur buteur : 1992-93 (30 buts). |